# ألونزو إتش. إيفانز
ألونزو إتش. إيفانز هو مصرفي وسياسي أمريكي، ولد في 24 فبراير 1820 في Allenstown, New Hampshire ‏ في الولايات المتحدة، وتوفي في 27 مايو 1907. نشط حزبياً في الحزب الجمهوري. وقد انتخب عضو مجلس ولاية ماساتشوستس ‏ وانتخب عضو مجلس نواب ماساتشوستس ‏.